# Confine tra Gabon e Guinea Equatoriale
Il confine tra il Gabon e la Guinea Equatoriale ha una lunghezza di 345 km e va dalla foce del fiume Muni, sull'Oceano Atlantico a ovest fino al triplice confine con il Camerun a est.

## Descrizione
Il confine è costituito da un tratto fluviale, lungo la linea mediana dell'estuario del fiume Muni, dalla baia di Corisco, nell'Oceano Atlantico, seguito da una linea quasi completamente retta che corre sul parallelo 1º 00' N, a sud della Guinea Equatoriale, fino al meridiano 11º 20' E. Da questo punto il tracciato prosegue in linea retta sul meridiano 11º 20' E fino al triplice confine tra Camerun, Gabon e Guinea Equatoriale, nel nord-est della Guinea Equatoriale.

## Storia
Il confine emerse durante la Spartizione dell'Africa in un periodo di intensa competizione tra le potenze europee nel tardo XIX secolo per il controllo dei territori in Africa. Il processo culminò nella Conferenza di Berlino del 1884 in cui le nazioni europee interessate concordarono sulle rispettive rivendicazioni territoriali e sulle regole degli impegni futuri. In questo contesto la Francia estese il suo dominio su gran parte della zona costiera, compreso l'odierno Gabon, concludendo vari accordi con i capi delle comunità locali costiere che acconsentirono a divenire protettorato.
La porzione continentale del territorio attuale della Guinea Equatoriale, chiamata Rio Muni, rientrava nella sfera d'influenza spagnola.
Il confine orientale tra la Guinea Equatoriale e il Gabon venne creato da una commissione mista franco-spagnola per stabilire le rispettive rivendicazioni coloniali intorno al Rio Muni e al Gabon, nel cuore della foresta equatoriale arrivando infine al Trattato di Parigi del 27 giugno 1900 (Convention franco-espagnole de 1900) che delineò il confine attuale.
Con l'unione amministrativa tra l'isola di Bioko e il Rio Muni, il paese assunse il nome di Guinea Equatoriale. Nel 1960 il Gabon ottenne l'indipendenza dalla Francia, la Guinea Equatoriale la ottenne dalla Spagna nel 1968 e da allora il confine divenne internazionale tra due stati sovrani.

## Dispute territoriali
Gabon e Guinea Equatoriale rivendicano il controllo delle isole di Mbanié, Cocotier e Conga poste di fronte alle coste dei due paesi.
La convenzione franco-spagnola del 1900 che fissò i confini tra la parte continentale della Guinea Equatoriale (il Rio Muni) e il Gabon, specificò che le isole Corisco ed Elobey rientravano sotto l'autorità della Spagna. Il trattato quindi non menzionava le isole di Mbanié e Cocotier, poste poco più a sud. L'interpretazione da parte del Gabon fu che tali isole facessero parte dei possedimenti coloniali francesi e che quindi appartenessero dopo l'indipendenza acquisita all'amministrazione gabonese. 
Un mediatore internazionale è stato nominato nel settembre 2008 dal Segretario generale delle Nazioni Unite Ban Ki-moon per affrontare la controversia ma nel novembre 2016, i presidenti di Guinea Equatoriale e Gabon firmarono un accordo che stabiliva che la disputa sarebbe stata risolta dalla Corte internazionale di giustizia dell'Aia. Il 19 maggio 2025, la Corte internazionale di giustizia ha emesso la sentenza che sancisce che la titolarità legale delle isole Mbanié, un'isola di circa trenta ettari, e di due isolotti più piccoli, Cocotiers e Conga, era detenuta dalla Spagna, che poi la trasferì alla Guinea Equatoriale quando ottenne l'indipendenza nel 1968, non al Gabon.
Il 28 maggio 2025, il presidente gabonese Brice Clotaire Oligui Nguema ha annunciato che avrebbe consultato le parti interessate del Gabon al fine di avviare negoziati amichevoli con la Guinea Equatoriale.